# 郑万河
郑万河（1952年4月15日—），高级经济师，北京经济学院贸易系毕业。北京王府井百货(集团)股份有限公司董事长、总经理。2012年辞去王府井百货董事长。2012年，在第十四届中国连锁业会议上，郑万河获得中国连锁业终身成就奖。